# جيمس ألكوك
جيمس ألكوك هو عالم نفس كندي، ولد في 24 ديسمبر 1942 في سنترال بوت في كندا.